# Hampton Roads Admirals
Hampton Roads Admirals byl profesionální americký klub ledního hokeje, který sídlil v Norfolku ve Virginii. V letech 1989–2000 působil v profesionální soutěži East Coast Hockey League. Admirals ve své poslední sezóně v ECHL skončily ve čtvrtfinále play-off. Své domácí zápasy odehrával v hale Norfolk Scope s kapacitou 8 701 diváků. Klubové barvy byly modrá, zlatá a bílá.

## Úspěchy
- Vítěz ECHL ( 3× )
  - 1990/91, 1991/92, 1997/98

## Přehled ligové účasti
Zdroj: 
- 1989–1990: East Coast Hockey League
- 1990–1997: East Coast Hockey League (Východní divize)
- 1997–2000: East Coast Hockey League (Severovýchodní divize)